# Arany Málna díj a legrosszabb forgatókönyvnek
A legrosszabb forgatókönyv Arany Málna díját (angolul: Golden Raspberry Award for Worst Screenplay) a Los Angeles-i székhelyű Arany Málna Díj Alapítvány  1981 óta ítéli oda az előző évben készült és forgalomba került azon amerikai filmeknek, amelyeknek forgatókönyvét több száz akadémiai tag szavazata alapján a „legcsapnivalóbbnak” találták. 1999-ben, amikor másodjára „nyerte” a díjat egy Joe Eszterhas által jegyzett film, a díj elnevezése – erre az egy alkalomra – hivatalosan „Joe Eszterhas becstelenül legrosszabb forgatókönyv díja” lett.
A díjra jelölt alkotások listáját minden év elején, az Oscar-díjra jelöltek kihirdetése előtti napon hozzák nyilvánosságra. A „nyertes” megnevezése minden év február végén, március elején, az Oscar-gála előtti napon történik, valamelyik hollywoodi vagy Santa Barbara-i rendezvényteremben tartott ünnepség keretében.
A kategóriában első évben tíz, majd 1982-től évente öt-öt művészt jelölnek.
A Razzie története során két forgatókönyvíró alkotását díjazták egynél több alkalommal: Showgirls (1996) és An Alan Smithee Film: Burn Hollywood Burn (1999), melyeket Joe Eszterhas írt, valamint Hudson Hawk – Egy mestertolvaj aranyat ér (1991) és Ford Fairlane kalandjai (1992), Daniel Waters munkái.
Három „győztes” vette át a díjat, de közülük csak egy a gálán:
- 2005-ben Michael Ferris A Macskanő egyik forgatókönyvírója megjelent a díjátadón és átvette az „elismerést”;[4]
- 1998-ban, miután a 70. Oscar-gálán a Szigorúan bizalmas című thrillerért átvette a legjobb adaptált forgatókönyv díját, Brian Helgeland érdeklődni kezdett A jövő hírnökéért kiosztott Arany Málna iránt is, melyet az alapító John J. B. Wilson át is adott neki. A két trófeát egymás mellett tartja a kandallópárkányon, hogy emlékeztesse őt „Hollywood korlátokat nem ismerő természetére”.[5] Amikor a Warner Bros. egyik irodájában átvette a díjat, egy rövid, önkritikus, az „elismerés” humorát értékelő válaszbeszédet tartott.[6]
- Az eredeti díjat ugyan nem vette át, de 2010-ben, abból az alkalomból, hogy a Háború a Földön az évtized legrosszabb filmje lett,[7] J.D. Shapiro forgatókönyvíró elment a 30. gálára és átvette a díjat.[8]

## Díjazottak és jelöltek
| „Győztes” – félkövérrel szedve, szürkéskék háttérrel |

### 1980-as évek
| Év   | „Győztesek” és jelöltek |
| ---- | --- |
| 1981 | Zenebolondok, írta: Bronte Woodard és Allan Carr |
| 1981 | A Change of Seasons, írta: Erich Segal, Ronni Kern és Fred Segal |
| 1981 | Portyán, írta: William Friedkin |
| 1981 | A képlet, írta: Steve Shagan |
| 1981 | Rajtam a sor, írta: Eleanor Bergstein |
| 1981 | Middle Age Crazy, írta: Carl Kleinschmidt |
| 1981 | A Titanic kincsei, írta: Adam Kennedy és Eric Hughes, Clive Cussler regénye alapján |
| 1981 | Touched by Love, írta: Hesper Anderson |
| 1981 | Windows, írta: Barry Siegel |
| 1981 | Xanadu, írta: Richard C. Danus és Marc R. Rubel |
| 1982 | Anyu a sztár, írta: Frank Yablans, Frank Perry, Tracy Hotchner és Robert Getchell, Christina Crawford könyve alapján                                                                    |
| 1982 | Végtelen szerelem, írta: Judith Rascoe, Scott Spencer regénye alapján |
| 1982 | A mennyország kapuja, írta: Michael Cimino |
| 1982 | S.O.B., írta: Blake Edwards |
| 1982 | Tarzan, a majomember, írta: Tom Rowe and Gary Goddard, Edgar Rice Burroughs karaktereinek felhasználásával                                                                              |
| 1983 | Inchon, írta: Robin Moore és Laird Koenig |
| 1983 | Annie, írta: Carol Sobieski, Harold Gray híres képregényéből, a Little Orphan Annieből készült Thomas Meehan-musical alapján                                                            |
| 1983 | Lepke, írta: John F. Goff és Matt Cimber, James M. Cain regényéből |
| 1983 | The Pirate Movie, írta: Trevor Farrant, Gilbert és Sullivan Penzance kalózai c. vígoperájából „koppintva”                                                                               |
| 1983 | Mondj igent Giorgionak!, írta: Norman Steinberg, Annie Piper regénye által „megihletve”                                                                                                 |
| 1984 | The Lonely Lady, írta: John Kershaw és Shawn Randall, adaptálta: Ellen Shephard, Harold Robbins regényéből                                                                              |
| 1984 | Flashdance, forgatókönyv: Tom Hedley ötlete alapján Tom Hedley és Joe Eszterhas |
| 1984 | Herkules, a világ ura, forgatókönyv: Lewis Coates (Luigi Cozzi) |
| 1984 | Cápa 3., írta: Carl Gottlieb és Richard Matheson, Peter Benchley Cápa című regénye által „sugalmazott” Guerdon Trueblood-ötlet alapján                                                  |
| 1984 | Két fél egy egész, írta: John Herzfeld |
| 1985 | Bolero, írta: John Derek |
| 1985 | Ágyúgolyó futam 2., írta: Hal Needham, Albert S. Ruddy és Harvey Miller |
| 1985 | Énekes izompacsirta, Phil Alden Robinson ötlete alapján a forgatókönyvet írta Phil Alden Robinson és Sylvester Stallone                                                                 |
| 1985 | Sheena, a dzsungel királynője, S. M. Eiger és Will Eisner képregényére alapozva, David Newman és Leslie Stevens ötlete alapján a forgatókönyvet írta David Newman és Lorenzo Semple Jr. |
| 1985 | Pasivadászat kezdőknek, írta: Stu Krieger és Jeff Burkhart, Glendon Swarthout regényének „inspirálására”                                                                                |
| 1986 | Rambo II., forgatókönyv: Sylvester Stallone és James Cameron, Kevin Jarre egy David Morrell által teremtett karaktert felhasználó ötlete alapján                                        |
| 1986 | A sárkány éve, forgatókönyv: Oliver Stone és Michael Cimino, Robert Daley regénye alapján                                                                                               |
| 1986 | Ingerlő idomok, forgatókönyv: Aaron Latham és James Bridges, Latham Rolling Stone magazinban megjelent cikke alapján                                                                    |
| 1986 | Lázas szenvedély, írta: Richard Brooks |
| 1986 | Rocky IV., írta: Sylvester Stallone |
| 1987 | Howard, a kacsa, írta: Willard Huyck és Gloria Katz, Steve Gerber Marvel Comics-karaktere alapján                                                                                       |
| 1987 | 9 és 1/2 hét, forgatókönyv: Patricia Knop & Zalman King, valamint Sarah Kernochan, Elizabeth McNeill regénye alapján                                                                    |
| 1987 | A telihold alatt, forgatókönyv: Becky Johnston |
| 1987 | Kobra, forgatókönyv: Sylvester Stallone, Paula Gosling Fair Game című regénye alapján                                                                                                   |
| 1987 | Sanghaji meglepetés, forgatókönyv: John Kohn és Robert Bentley, Tony Kenrick Farraday's Flowers című regénye alapján                                                                    |
| 1988 | Leonard, a titkosügynök, forgatókönyv: Jonathan Reynolds, Bill Cosby története alapján                                                                                                  |
| 1988 | Ishtar, írta: Elaine May |
| 1988 | Cápa 4. – A cápa bosszúja, forgatókönyv: Michael de Guzman, a Peter Benchley által megalkotott karakter alapján                                                                         |
| 1988 | Kemény fiúk tánca, forgatókönyv: Norman Mailer, saját regényéből |
| 1988 | Ki ez a lány?, forgatókönyv: Andrew Smith és Ken Finkleman, Andrew Smith története alapján                                                                                              |
| 1989 | Koktél, forgatókönyv: Heywood Gould |
| 1989 | Sürgető ügető, forgatókönyv: Steven Neigher & Hugo Gilbert és Charlie Peters |
| 1989 | Mac, a földönkívüli barát, írta: Stewart Raffill és Steve Feke |
| 1989 | Rambo III., írta: Sylvester Stallone és Sheldon Lettich, a David Morrell által alkotott karakter alapján                                                                                |
| 1989 | Willow, forgatókönyv: Bob Dolman, George Lucas ötlete alapján |

### 1990-es évek
| Év   | „Győztesek” és jelöltek |
| ---- | --- |
| 1990 | Harlemi éjszakák, írta: Eddie Murphy |
| 1990 | Karate kölyök 3., írta: Robert Mark Kamen, based on characters created by Robert Mark Kamen |
| 1990 | Országúti diszkó, forgatókönyv: David Lee Henry és Hilary Henkin, story by David Lee Henry |
| 1990 | Star Trek V: A végső határ, forgatókönyv: David Loughery; William Shatner, Harve Bennett és David Loughery Gene Roddenberry televíziós sorozatából merített ötlete alapján |
| 1990 | Tango és Cash, írta: Randy Feldman |
| 1991 | Ford Fairlane kalandjai, forgatókönyv: Daniel Waters és James Cappe & David Arnott, egy Rex Weiner által alkotott karakter felhasználásával |
| 1991 | Hiúságok máglyája, forgatókönyv: Michael Cristofer, Tom Wolfe regénye alapján |
| 1991 | Szellemképtelenség, írta: John Derek |
| 1991 | Az irkafirka híd, írta: Prince |
| 1991 | Rocky V., írta: Sylvester Stallone |
| 1992 | Hudson Hawk – Egy mestertolvaj aranyat ér, forgatókönyv: Steven E. de Souza és Daniel Waters, Bruce Willis és Robert Kraft ötlete alapján |
| 1992 | Ice Baby, írta: David Stenn |
| 1992 | Dice Rules, a koncert anyagát írta: Andrew Dice Clay; „A Day in the Life” részt írta: Lenny Schulman, Clay ötlete alapján |
| 1992 | Eszelős szívatás, forgatókönyv: Dan Aykroyd, Peter Aykroyd ötlete alapján |
| 1992 | Visszatérés a kék lagúnába, forgatókönyv: Leslie Stevens, Henry De Vere Stacpoole „The Garden of God” című regénye alapján |
| 1993 | Állj, vagy lő a mamám!, írta: Blake Snyder, William Osborne és William Davies |
| 1993 | Több mint testőr, írta: Lawrence Kasdan |
| 1993 | Kolumbusz, a felfedező, forgatókönyv: John Briley, Cary Bates és Mario Puzo |
| 1993 | Dermesztő szenvedélyek, forgatókönyv: Wesley Strick, Robert H. Berger és Strick ötlete alapján |
| 1993 | Felhők közül a nap, forgatókönyv: David Seltzer, Susan Isaacs regénye alapján |
| 1994 | Tisztességtelen ajánlat, forgatókönyv: Amy Holden Jones, Jack Engelhard regénye alapján |
| 1994 | A tanú teste, írta: Brad Mirman |
| 1994 | Cliffhanger – Függő játszma, forgatókönyv: Michael France és Sylvester Stallone; John Long ötlete alapján |
| 1994 | Az utolsó akcióhős, forgatókönyv: Shane Black és David Arnott; Zak Penn és Adam Leff ötlete alapján |
| 1994 | Sliver, forgatókönyv: Joe Eszterhas, Ira Levin regénye alapján |
| 1995 | A Flintstone család, írta: Tom S. Parker, Jim Jennewein és Steven E. de Souza, valamint Al Aidekman, Kate Barker, Cindy Begel, Ruth Bennett, Bruce Cohen, Robert Conte, Rob Dames, Lou Diamond, Michael J. DiGaetano, Fred Fox Jr., Lowell Ganz, Lloyd Garver, Daniel Goldin, Joshua Goldin, Richard Gurman, Jason Hoffs, Brian Levant, Babaloo Mandell, Mitch Markowitz, Ron Osborne, Jeffrey Reno, David Richardson, Lenny Ripps, Gary Ross, Dava Savel, David Silverman, Nancy Steen, Steven Sustarsic, Roy Teicher, Neil Thompson, Michael Wilson, Peter Martin Wortman |
| 1995 | Az éj színe, forgatókönyv: Matthew Chapman és Billy Ray |
| 1995 | Dugipénz, írta: John Mattson |
| 1995 | Világgá mentem, forgatókönyv: Alan Zweibel és Andrew Sheinman, Zweibel regénye alapján |
| 1995 | Lángoló jég, írta: Ed Horowitz és Rubin Russin |
| 1996 | Showgirls, írta: Joe Eszterhas |
| 1996 | Kongó, forgatókönyv: John Patrick Shanley, Michael Crichton regénye alapján |
| 1996 | Pat, a rejtélyes, írta: Jim Emerson, Stephen Hibbert és Julia Sweeney, ez utóbbi által alkotott karakter alapján |
| 1996 | Jade, írta: Joe Eszterhas |
| 1996 | A skarlát betű, forgatókönyv: Douglas Day Stewart, Nathaniel Hawthorne regényének szabad adaptálásával |
| 1997 | Sztriptíz, forgatókönyv: Andrew Bergman, Carl Hiaasen könyve alapján |
| 1997 | Barb Wire – Bosszúálló angyal, forgatókönyv: Chuck Pfarrer és Ilene Chaiken; a Dark Horse Comics-ban felbukkanó karakterek felhasználásával |
| 1997 | Ed – Madarat tolláról, forgatókönyv: David Mickey Evans; Ken Richards és Janus Cercone ötlete alapján |
| 1997 | Dr. Moreau szigete, forgatókönyv: Richard Stanley és Ron Hutchinson; H. G. Wells regénye alapján |
| 1997 | Lökött bagázs, írta: Brent Forrester; James Marshall és Harry Allard figuráinak felhasználásával |
| 1998 | A jövő hírnöke, forgatókönyv: Eric Roth és Brian Helgeland, David Brin regénye alapján |
| 1998 | Anakonda, írta: Hans Bauer, Jim Cash és Jack Epps Jr. |
| 1998 | Az elveszett világ: Jurassic Park, forgatókönyv: David Koepp; Michael Crichton: Szörnyek szigete című regénye alapján |
| 1998 | Batman és Robin, írta: Akiva Goldsman |
| 1998 | Féktelenül 2. – Teljes gőzzel, forgatókönyv: Randall McCormick és Jeff Nathanson, Jan de Bont és McCormick ötlete alapján |
| 1999 | An Alan Smithee Film: Burn Hollywood Burn, írta: Joe Eszterhas |
| 1999 | Armageddon, forgatókönyv: Jonathan Hensleigh és J. J. Abrams |
| 1999 | Bosszúállók, írta: Don MacPherson |
| 1999 | Godzilla, forgatókönyv: Dean Devlin és Roland Emmerich |
| 1999 | Spice World, írta: Kim Fuller, saját és a Spice Girls-tagok ötlete alapján |

### 2000-es évek
| Év   | „Győztesek” és jelöltek |
| ---- | --- |
| 2000 | Wild Wild West – Vadiúj vadnyugat, forgatókönyv: S. S. Wilson, Brent Maddock, Jeffrey Price és Peter S. Seaman; Jim Thomas és John Thomas ötlete alapján |
| 2000 | Apafej, forgatókönyv: Steve Franks, Tim Herlihy és Adam Sandler                                                                                          |
| 2000 | Az átok, forgatókönyv: David Self |
| 2000 | Drog osztag, írta: Stephen T. Kay, Scott Silver és Kate Lanier                                                                                           |
| 2000 | Star Wars I. rész – Baljós árnyak, írta: George Lucas |
| 2001 | Háború a Földön, forgatókönyv: Corey Mandell és J.D. Shapiro, L. Ron Hubbard regénye alapján                                                             |
| 2001 | Blair Witch – Ideglelés 2.forgatókönyv: Daniel Myrick, Eduardo Sánchez, Dick Beebe és Joe Berlinger                                                      |
| 2001 | A Grincs, forgatókönyv: Jeffrey Price és Peter S. Seaman                                                                                                 |
| 2001 | Sátánka – Pokoli poronty, forgatókönyv: Tim Herlihy, Adam Sandler és Steven Brill                                                                        |
| 2001 | A második legjobb dolog, forgatókönyv: Tom Ropelewski |
| 2002 | Eszement Freddy, írta: Tom Green és Derek Harvie |
| 2002 | Milliókért a pokolba, írta: Richard Recco és Demian Lichtenstein                                                                                         |
| 2002 | Felpörgetve, forgatókönyv: Sylvester Stallone; Jan Skrentny és Neal Tabachnick ötlete alapján                                                            |
| 2002 | Glitter – Ami fénylik, forgatókönyv: Kate Lanier, Cheryl L. West regénye alapján                                                                         |
| 2002 | Pearl Harbor – Égi háború, írta: Randall Wallace |
| 2003 | Star Wars II. rész – A klónok támadása, forgatókönyv: George Lucas és Jonathan Hales                                                                     |
| 2003 | Pluto Nash – Hold volt, hol nem volt..., írta: Neil Cuthbert                                                                                             |
| 2003 | Álmok útján, forgatókönyv: Shonda Rhimes |
| 2003 | Pinokkió, forgatókönyv: Vincenzo Cerami és Roberto Benigni                                                                                               |
| 2003 | Hullámhegy, forgatókönyv: Guy Ritchie |
| 2004 | Gengszter románc, írta: Martin Brest |
| 2004 | A Macska – Le a kalappal!, forgatókönyv: Alec Berg, David Mandel és Jeff Schaffer                                                                        |
| 2004 | Charlie angyalai: Teljes gázzal, forgatókönyv: John August, Marianne Wibberley és Cormac Wibberley                                                       |
| 2004 | Dumb és Dumberer: Miből lesz a dilibogyó, forgatókönyv: Robert Brener és Troy Miller                                                                     |
| 2004 | Strandszerelem, írta: Kim Fuller |
| 2005 | A Macskanő, forgatókönyv: John Brancato, Michael Ferris és John Rogers; Theresa Rebeck, valamint Brancato és Ferris ötlete alapján                       |
| 2005 | Nagy Sándor, a hódító, írta: Oliver Stone, Christopher Kyle és Laeta Kalogridis                                                                          |
| 2005 | Minizsenik 2., Steven Paul ötlete alapján, forgatókönyv: Gregory Poppen                                                                                  |
| 2005 | Túlélni a karácsonyt, forgatókönyv: Deborah Kaplan, Harry Elfont, Jeffrey Ventimilia és Joshua Sternin                                                   |
| 2005 | Feketék fehéren, forgatókönyv: Keenen Ivory Wayans, Shawn Wayans, Marlon Wayans, Andy McElfresh, Michael Anthony Snowden és Xavier Cook                  |
| 2006 | Piszkos szerelem, szerző: Jenny McCarthy |
| 2006 | Földre szállt boszorkány, szerzők: Nora Ephron, Delia Ephron és Adam McKay                                                                               |
| 2006 | Tök alsó 2. – Európai turné, szerzők: Rob Schneider, David Garrett és Jason Ward                                                                         |
| 2006 | Hazárd megye lordjai, szerző: John O’Brien |
| 2006 | A Maszk 2. – A Maszk fia, szerző: Lance Khazei |
| 2007 | Elemi ösztön 2., forgatókönyv: Leora Barish és Henry Bean; Joe Eszterhas karakterei alapján                                                              |
| 2007 | BloodRayne – Az igazság árnyékában, forgatókönyv: Guinevere Turner, a BloodRayne videójáték alapján                                                      |
| 2007 | Lány a vízben, írta: M. Night Shyamalan |
| 2007 | Kiscsávó, írta: Keenen Ivory Wayans, Marlon Wayans és Shawn Wayans                                                                                       |
| 2007 | Rejtélyek szigete, forgatókönyv: Neil LaBute; Anthony Schaffer forgatókönyvének adaptálásával                                                            |
| 2008 | Tudom, ki ölt meg, forgatókönyv: Jeffrey Hammond |
| 2008 | Bazi nagy film, forgatókönyv: Jason Friedberg és Aaron Seltzer                                                                                           |
| 2008 | Férj és férj, forgatókönyv: Barry Fanaro, Alexander Payne és Jim Taylor)                                                                                 |
| 2008 | Norbit, forgatókönyv: Eddie Murphy, Charlie Murphy, Jay Sherick és David Ronn                                                                            |
| 2008 | Oviapu 2.., forgatókönyv: Geoff Rodkey, David J. Stem és David N. Weiss                                                                                  |
| 2009 | Love Guru, írta: Mike Myers és Graham Gordy |
| 2009 | Katasztrófafilm és Spárta a köbön (megosztva), írta: Jason Friedberg és Aaron Seltzer                                                                    |
| 2009 | Az esemény, írta: M. Night Shyamalan |
| 2009 | A dögös és a dög, írta: Heidi Ferrer |
| 2009 | A király nevében, írta: Doug Taylor |

### 2010-es évek
| Év | „Győztesek” és jelöltek |
| --- | --- |
| 2010 | Transformers: A bukottak bosszúja, írta: Ehren Kruger, Roberto Orci és Alex Kurtzman |
| 2010 | Alkonyat – Újhold, forgatókönyv: Melissa Rosenberg; Stephenie Meyer regénye alapján |
| 2010 | Az elveszettek földje, írta: Chris Henchy és Dennis McNicholas; Sid és Marty Krofft 1974-es Az elveszettek földje című sorozata alapján |
| 2010 | G. I. Joe: A kobra árnyéka, forgatókönyv: Stuart Beattie, David Elliot és Paul Lovett; Larry Hama G.I. Joe: A Real American Hero című képregényének felhasználásával Michael B. Gordon, Beattie és Stephen Sommers által írt történet alapján |
| 2010 | Ő a megoldás, írta: Kim Barker |
| 2011 | Az utolsó léghajlító, írta: M. Night Shyamalan; Michael Dante DiMartino és Bryan Konietzko televíziós sorozata alapján |
| 2011 | Utódomra ütök, írta: John Hamburg és Larry Stuckey |
| 2011 | Szex és New York 2., forgatókönyv: Michael Patrick King; Darren Star tévésorozata alapján |
| 2011 | Alkonyat – Napfogyatkozás, forgatókönyv: Melissa Rosenberg; Stephenie Meyer regénye alapján |
| 2011 | Vámpíros film, írta: Jason Friedberg és Aaron Seltzer |
| 2012 | Jack és Jill, írta: Adam Sandler, Ben Zook, Steve Koren és Robert Smigel |
| 2012 | Alkonyat: Hajnalhasadás – 1. rész, írta: Melissa Rosenberg, Stephenie Meyer regénye alapján |
| 2012 | Bucky Larson: Született filmcsillag, írta: Adam Sandler, Allen Covert és Nick Swardson |
| 2012 | Szilveszter éjjel, írta: Katherine Fugate |
| 2012 | Transformers 3., írta: Ehren Kruger |
| 2013 | Apa ég!, írta David Caspe, s állítólag átírta Adam Sandler, Tim Herlihy, Robert Smigel, David Wain, és Ken Marino |
| 2013 | Alkonyat: Hajnalhasadás – 1. rész, írta: Melissa Rosenberg és Stephenie Meyer, Stephenie Meyer regénye alapján |
| 2013 | Atlas Shrugged: Part II, írta: Duke Sandefur, Brian Patrick O'Toole, és Duncan Scott, Ayn Rand regénye alapján |
| 2013 | Csatahajó, írta: Jon és Erich Hoeber, egy Hasbro-társasjáték alapján |
| 2013 | Ezer szó, írta: Steve Koren |
| 2014 | Movie 43: Botrányfilm, írta: Steve Baker, Ricky Blitt, Will Carlough, Tobias Carlson, Jacob Fleisher, Patrik Forsberg, Will Graham, James Gunn, Claes Kjellstrom, Jack Kukoda, Bob Odenkirk, Bill O'Malley, Matthew Alec Portenoy, Greg Pritikin, Rocky Russo, Olle Sarri, Elizabeth Wright Shapiro, Jeremy Sosenko, Jonathan van Tulleken, valamint Jonas Wittenmark |
| 2014 | A Föld után, írta: M. Night Shyamalan és Gary Whitta, Will Smith ötletéből |
| 2014 | A Madea Christmas, írta: Tyler Perry |
| 2014 | A magányos lovas, írta: Justin Haythe, Ted Elliott és Terry Rossio (Ted Elliott, Terry Rossio és Justin Haythe ötletére, Fran Striker és George W. Trendle The Lone Ranger c. tévésorozata (1949–1957) alapján) |
| 2014 | Nagyfiúk 2., írta: Adam Sandler, Tim Herlihy és Fred Wolf |
| 2015 | Saving Christmas, írta: Darren Doane és Cheston Hervey |
| 2015 | Az otthagyottak, forgatókönyv: Paul LaLonde és John Patus, Tim LaHaye és Jerry B. Jenkins regénye alapján |
| 2015 | Szexvideó, forgatókönyv: Kate Angelo, Jason Segel és Nicholas Stoller |
| 2015 | Tini nindzsa teknőcök, írta: Evan Daugherty, Andre Nemec és Josh Applebaum, a Peter Laird és Kevin Eastman által megteremtett karakterek alapján |
| 2015 | Transformers: A kihalás kora, írta: Ehren Kruger, a Hasbro alakváltó figurái alapján |
| 2016 | A szürke ötven árnyalata, forgatókönyv: Kelly Marcel, E. L. James regénye alapján. |
| 2016 | Fantasztikus Négyes, forgatókönyv: Jeremy Slater, Simon Kinberg és Josh Trank, a Stan Lee és Jack Kirby által megalkotott Marvel Comics-karakterek felhasználásával. |
| 2016 | Jupiter felemelkedése, forgatókönyv: Lana Wachowski, Andy Wachowski |
| 2016 | A pláza ásza Vegasban, forgatókönyv: Nick Bakay és Kevin James |
| 2016 | Pixel, forgatókönyv: Tim Herlihy és Timothy Dowling, Tim Herlihy; Patrick Jean 2010-es Pixels című rövidfilmje alapján. |
| 2017 | Batman Superman ellen – Az igazság hajnala, forgatókönyvíró: Chris Terrio, David S. Goyer |
| 2017 | A függetlenség napja – Feltámadás, forgatókönyvíró: Dean Devlin, Roland Emmerich, Nicolas Wright, James A. Woods, James Vanderbilt |
| 2017 | Egyiptom istenei, forgatókönyvíró: Matt Sazama, Burk Sharpless |
| 2017 | Hillary's America: The Secret History of the Democratic Party, forgatókönyvíró: Dinesh D'Souza, Bruce Schooley |
| 2017 | Nagyfater elszabadul, forgatókönyvíró: John Phillips |
| 2017 | Suicide Squad – Öngyilkos osztag, forgatókönyvíró: David Ayer |
| 2018 | |
| Az Emoji-film – Tony Leondis, Eric Siegel és Mike White                                                                                    | |
| A múmia – David Koepp, Christopher McQuarrie, Dylan Kussman, Jon Spaihts, Alex Kurtzman és Jenny Lumet; A múmia sorozat licence alapján    | |
| A sötét ötven árnyalata – Niall Leonard; E. L. James A sötét ötven árnyalata című regénye alapján                                          | |
| Baywatch – Damian Shannon, Mark Swift, Jay Scherick, David Ronn, Thomas Lennon és Robert Ben Garant; a Baywatch televíziós sorozat alapján | |
| Transformers: Az utolsó lovag – Art Marcum, Matt Holloway, Ken Nolan és Akiva Goldsman; a Hasbro's Transformers akciófigurái alapján       | |
| 2019 | A szabadság ötven árnyalata – Niall Leonard, E.L. James regényéből |
| 2019 | Death of a Nation – Dinesh D'Souza és Bruce Schooley |
| 2019 | Gotti – Leo Rossi és Lem Dobbs |
| 2019 | Haláli bábjáték – Todd Berger, saját és Dee Austin Robinson ötlete alapján |
| 2019 | Szellemek háza – Tom Vaughan és a Spierig testvérek |

### 2020-as évek
| Év   | „Győztesek” és jelöltek |
| ---- | --- |
| 2020 | Macskák – Lee Hall, Tom Hooper |
| 2020 | A Madea Family Funeral – Tyler Perry |
| 2020 | Hellboy – Andrew Cosby |
| 2020 | Rambo V. – Utolsó vér – Matthew Cirulnick, Sylvester Stallone |
| 2020 | The Haunting of Sharon Tate – Danial Farrands |
| 2021 | 365 nap – Tomasz Klimala, Tomasz Mandes |
| 2021 | A vágyak szigete – Jeff Wadlow, Chris Roach, Jillian Jacobs |
| 2021 | Barbie & Kendra filmek – Billy Butler, Kent Roudebush |
| 2021 | Dolittle – Stephen Gaghan, John Whittington, Thomas Shepherd |
| 2021 | Vidéki ballada az amerikai álomról – J.D. Vance, Vanessa Taylor |
| 2022 | Diana: A musical – Joe DiPietro és David Bryan |
| 2022 | Karen – Coke Daniels |
| 2022 | Tolvajok társasága – Kurt Wimmer és Robert Henny |
| 2022 | Twist – John Wrathall és Sally Collett |
| 2022 | Nő az ablakban – Tracy Letts, A.J. Finn regénye alapján |
| 2023 | Szöszi – írta: Andrew Dominik; Joyce Carol Oates azonos című regénye alapján |
| 2023 | Good Mourning – írta: Machine Gun Kelly és Mod Sun |
| 2023 | Jurassic World: Világuralom – írta: Emily Carmichael és Colin Trevorrow; Colin Trevorrow és Derek Connolly ötlete alapján                                                              |
| 2023 | Morbius – írta: Matt Sazama és Burk Sharpless |
| 2023 | Pinokkió – írta: Robert Zemeckis és Chris Weitz; az 1940-es Disney animációs film és Carlo Collodi Pinokkió kalandjai című műve alapján.                                               |
| 2024 | Micimackó: Vér és méz – írta: Rhys Frake-Waterfield, Alan Alexander Milne Micimackó című regénye alapján                                                                               |
| 2024 | Az ördögűző: A hívő – írta: Peter Sattler és David Gordon Green; Scott Teems, Danny McBride és David Gordon Green ötletéből, William Peter Blatty által megalkotott karakterek alapján |
| 2024 | Feláldozh4tók – írta: Kurt Wimmer, Tad Daggerhart és Max D. Adams; Spenser Cohen, Kurt Wimmer, és Tad Daggerhart ötletéből, David Callaham által megalkotott karakterek alapján        |
| 2024 | Indiana Jones és a sors tárcsája – írta: Jez Butterworth, John-Henry Butterworth, David Koepp és James Mangold, George Lucas és Philip Kaufman által megalkotott karakterek alapján    |
| 2024 | Shazam! Az istenek haragja – írta: Henry Gayden és Chris Morgan a DC Comics karakterei alapján                                                                                         |
| 2025 | Madame Web – írta: Matt Sazama, Burk Sharpless, Claire Parker és S. J. Clarkson; Kerem Sanga, Matt Sazama és Burk Sharpless ötletéből a DC Comics karakterei alapján                   |
| 2025 | Joker: Kétszemélyes téboly – írta: Scott Silver és Todd Phillips a DC Comics karakterei alapján                                                                                        |
| 2025 | Kraven, a vadász – írta: Art Marcum, Matt Holloway és Richard Wenk; Richard Wenk ötletéből a DC Comics karakterei alapján                                                              |
| 2025 | Megalopolisz – írta: Francis Ford Coppola |
| 2025 | Reagan – írta: Howard Klausner, Paul Kengor: The Crusader: Ronald Reagan és the Fall of Communism könyve alapján                                                                       |